# Sandra Lerner
Sandra "Sandy" Lerner, född 1955, grundade 1984 Cisco Systems med sin dåvarande make Leonard Bosack. Paret hade sitt kontor i vardagsrummet. Efter att lämnat Cisco har hon varit med och grundat kosmetikföretaget Urban Decay cosmetics samt engagerat sig i djurrättsfrågor.